# Setodes madhuvarna
Setodes madhuvarna är en nattsländeart som beskrevs av Schmid 1987. Setodes madhuvarna ingår i släktet Setodes och familjen långhornssländor. Inga underarter finns listade i Catalogue of Life.